# ピーターソン宇宙軍基地
ピーターソン宇宙軍基地（ピーターソンうちゅうぐんきち、英: Peterson Space Force Base）は、コロラド州エルパソ郡コロラドスプリングスにある、アメリカ宇宙軍の基地。アメリカ北方軍（NORTHCOM）、北アメリカ航空宇宙防衛司令部（NORAD）、アメリカ宇宙コマンド(SPACECOM)ピーターソン・シュリーヴァー駐屯地（P-S GAR）などの司令部が所在している。基地の管理自体はP-S GARの管轄となる。
基地は1942年5月6日に陸軍航空基地として開設された。1943年頃はB-24の訓練基地であったが、1944年頃は戦闘機訓練基地であった。1946年以降は基地は活性化と非活性化を繰り返していたが、1951年にアメリカ空軍の軍民共用空港として再開された。その後、2008年時点でも軍民共用空港として利用されている。
戦略航空軍団（SAC）が部隊を展開し始めたのは1979年のことであり、これは1982年に空軍宇宙軍団（AFSPC）にとってかわった。2006年にはシャイアン・マウンテン空軍基地よりNORADおよびNORTHCOM、AFSPC司令部が移転してきている。
2021年7月26日にアメリカ空軍からアメリカ宇宙軍へ基地が移管され、名称変更されている。